# Biebrich (bei Katzenelnbogen)
Biebrich ist eine Ortsgemeinde im Rhein-Lahn-Kreis in Rheinland-Pfalz. Sie gehört der Verbandsgemeinde Aar-Einrich an.

## Geographie
Biebrich liegt im westlichen Hintertaunus nördlich von Katzenelnbogen im Einrich.

## Geschichte
Ein nahe dem Dorf gelegener Burgkopf entstand wohl schon in keltischer Zeit. Biebrich gehörte seit der Belehnung durch Kaiser Ludwig IV. den Grafen zu Westerburg und war später Teil der Herrschaft Schaumburg. Seit 1806 gehörte der Ort zum Herzogtum Nassau, ab 1866 zu Preußen.
Seit 1946 ist Biebrich Teil des damals neu gebildeten Landes Rheinland-Pfalz. 1972 kam es im Zuge der rheinland-pfälzischen „Funktional- und Gebietsreform“ zur Bildung der Verbandsgemeinde Katzenelnbogen, der die Ortsgemeinde Biebrich bis 2019 angehörte und die dann in der Verbandsgemeinde Aar-Einrich aufging.
Bevölkerungsentwicklung
Die Entwicklung der Einwohnerzahl von Biebrich, die Werte von 1871 bis 1987 beruhen auf Volkszählungen:
| Jahr | Einwohner |
| 1815 | 185       |
| 1835 | 225       |
| 1871 | 301       |
| 1905 | 353       |
| 1939 | 336       |
| 1950 | 340       |

| Jahr | Einwohner |
| 1961 | 351       |
| 1970 | 350       |
| 1987 | 342       |
| 1997 | 352       |
| 2005 | 377       |
| 2023 | 336       |

## Politik

### Gemeinderat
Der Gemeinderat in Biebrich besteht aus acht Ratsmitgliedern, die bei der Kommunalwahl am 9. Juni 2024 in einer Mehrheitswahl gewählt wurden, und dem ehrenamtlichen Ortsbürgermeister als Vorsitzendem.

### Bürgermeister
Ortsbürgermeister von Biebrich ist Jürgen Hamdorf-Merk. Bei der Direktwahl am 26. Mai 2019 wurde er mit einem Stimmenanteil von 75,82 % wiedergewählt. Da für die Direktwahl am 9. Juni 2024 kein gültiger Wahlvorschlag eingereicht wurde, oblag die Neuwahl des Bürgermeisters gemäß rheinland-pfälzischer Gemeindeordnung dem Rat. Dieser bestätigte auf seiner konstituierenden Sitzung am 22. August 2024 Jürgen Hamdorf-Merk mehrheitlich für weitere fünf Jahre in seinem Amt.

### Wappen
| Wappen von Biebrich | Blasonierung: „In Schwarz eine silberne zweihenklige bauchige Urne mit angesetztem konischem Fuß und kreuzbestecktem Deckel.“ |
| Wappen von Biebrich | Wappenbegründung: Das Wappen stammt von einem Gemeindesiegel aus dem Jahr 1843. Ein ähnliches Siegel ist bereits 1806 nachgewiesen. Es wurde wohl nach dem Übergang des schaumburgischen Ortes an Nassau geschaffen, wobei die Urne ein Ortszeichen zu sein scheint. |